# 드라바강

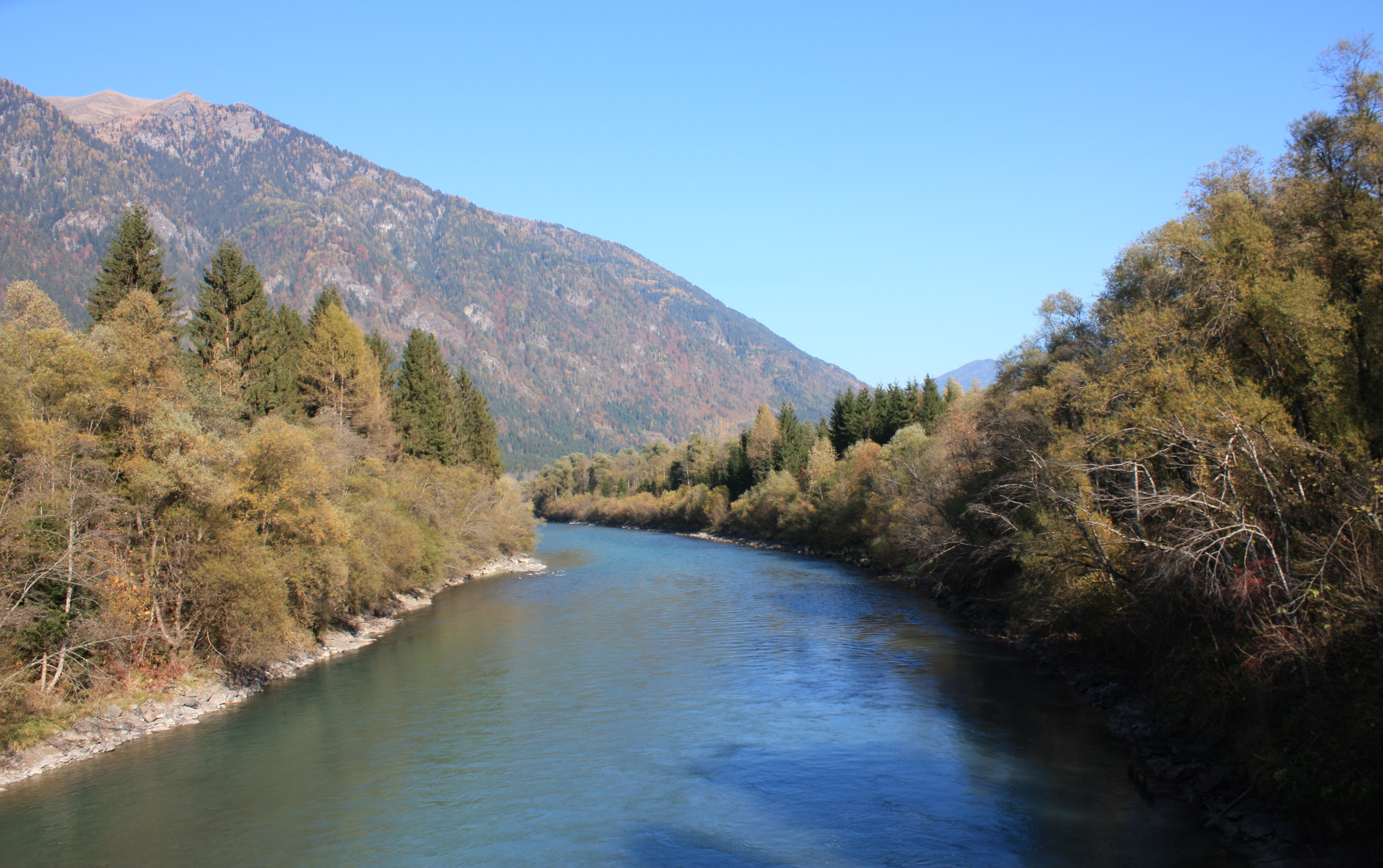
드라바강

드라바강(크로아티아어: Drava, 슬로베니아어: Drava, 이탈리아어: Drava, 독일어: Drau 드라우[*], 헝가리어: Dráva 드라버[*])은 유럽 중남부를 흐르는 다뉴브강의 지류이다. 길이 749 km, 유역면적 11,828 km2이다.
이탈리아 트렌티노알토아디제주의 알프스산맥 산지에서 발원하여 동쪽으로 흐른다. 곧 오스트리아로 들어와 오스트리아 남부를 가로지르며, 슬로베니아 동북부를 통과한 후 크로아티아와 헝가리의 국경을 형성하며 동남쪽으로 흐른다. 오시예크를 통과한 후 다뉴브강의 왼쪽으로 합류한다. 강 연안의 주요 도시로는 오스트리아의 필라흐, 슬로베니아의 마리보르, 크로아티아의 오시예크가 있다. 이탈리아와 오스트리아의 상류부는 산간지대이며 급류를 이루어 항행에는 이용되지 못하나 수력 발전에 널리 활용된다. 하류부 일대는 평야지대이다.